# Маслинова гора (гробље)
Маслинова гора је гробље у Јерусалиму. То је најстарије јеврејско гробље на свету и уједно највеће. Налази се на Маслиновој гори у делу Старог Јерусалима. Гробље укупно има преко 150.000 гробних хумки.

## Галерија
- Гробница Абшалому
- Гробница Захарија
- Гробница Бенеи Хезира
- Пећина Јошафата
- Могила Олди
- Пећина пророка
- Гроб фараонове ћерке
- Кедронска долина некропола